# Pyrops candelaria
Pyrops candelaria, o fulgor tailandês, é uma espécie de insecto-lanterna que vive no Laos e Tailândia, e em outras partes do sudeste da Ásia. Apesar de seu nome, os insetos-lanterna não emitem luz. Como todos os insetos-lanterna, o Fulgor Tailandês é um fulgorídeo, um tipo de cigarra e, como tal, é um inseto fitófago (vegetariano). Ele se alimenta da seiva das árvores do tipo lichia e longan, entre outros tipos. A sua longa e estranha extensão cefálica é em forma de agulha e é usada para perfurar a casca de árvores para alcançar a seiva. Devido à sua beleza, bem como o aspécto insólito de sua extensão cefálica, o Fulgor Taliandês e outros fulgorídos como a Jequitiranabóia são frequentemente procurados por colecionadores.